# Astreinte
Astreinte, do latim astringere, de ad e stringere, apertar, compelir, pressionar. Originária do Direito Francês astreinte e a vernácula estringente.
Astreinte é a multa diária imposta por condenação judicial. A finalidade da medida é constranger o vencido a cumprir a sentença ou decisão interlocutória de antecipação de tutela e evitar a demora em seu cumprimento.
As astreintes no direito brasileiro eram cabíveis apenas  na obrigação de fazer e na obrigação de não fazer. Contudo com o advento da Lei n⁰ 10.444 de 2002, que alterou a redação do art. 287 do Código de Processo Civil brasileiro, passaram a ser admitidas também na obrigação de entrega de coisa.
Quanto mais tempo o devedor demorar a saldar o débito, mais pagará. As astreintes não se confundem com as perdas e danos: estas têm valor fixo e exato, proporcional à obrigação não cumprida e a astreinte não tem limite. Só cessa quando cumprida a obrigação.
O Código de Processo Civil Brasileiro acatou a construção jurisprudencial francesa nos artigos 497 e 537.
A intimação pessoal do devedor é condição necessária para a cobrança de multa descumprimento de obrigação de fazer ou não fazer, de acordo com a Súmula 410 do Superior Tribunal de Justiça.
Em novembro de 2023 a Corte Especial do Superior Tribunal de Justiça decidiu que a sentença é requisito necessário para que o credor possa cobrar as astreintes fixadas por liminar.